# Airbag/How Am I Driving?
Airbag/How Am I Driving? – minialbum brytyjskiego zespołu Radiohead, które ukazało się w 1998 r. specjalnie dla rynku Ameryki Północnej. Płyta zawiera większość piosenek, które zostały wydzielone jako strony "b" singli z albumu OK Computer. Pomimo umieszczenia tutaj, utwór "Airbag" nie został nigdy wydany jako singiel. EP "Airbag/How Am I Driving?" zadebiutowała na 56. miejscu listy Billboard osiągając w pierwszym tygodniu sprzedaży liczbę 20,000 sprzedanych kopii.

## Lista utworów
| Nr | Tytuł                        | Długość |
| -- | ---------------------------- | ------- |
| 1. | "Airbag"                     | 4:46    |
| 2. | "Pearly*"                    | 3:33    |
| 3. | "Meeting in the Aisle"       | 3:09    |
| 4. | "A Reminder"                 | 3:51    |
| 5. | "Polyethylene [Parts 1 & 2]" | 4:22    |
| 6. | "Melatonin"                  | 2:09    |
| 7. | "Palo Alto"                  | 3:43    |